# 切霍齊內克

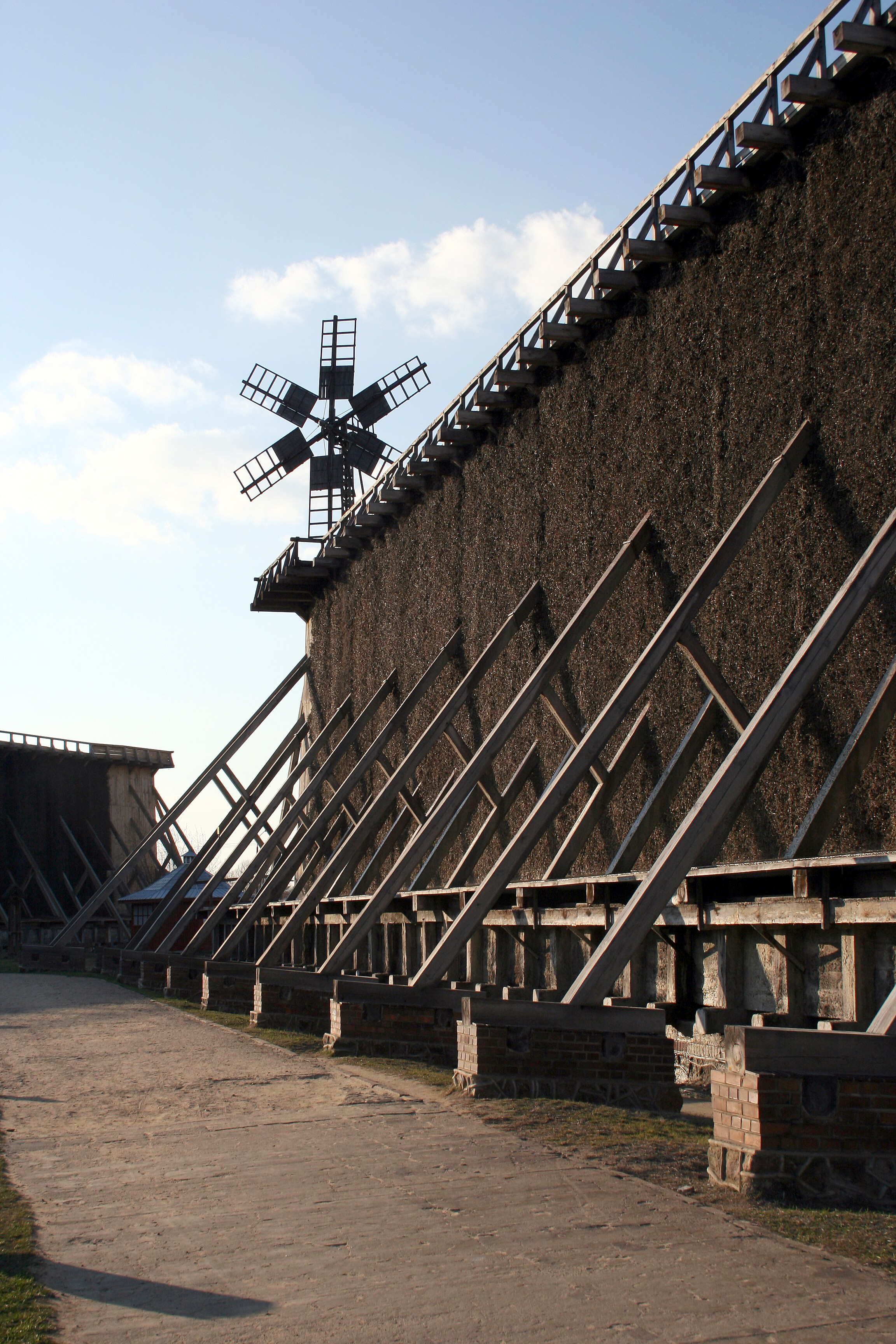

切霍齊內克是波蘭的城鎮，位於該國中部維斯瓦河畔，距離庫亞維地區亞歷山德魯夫10公里，由庫亞維-波美拉尼亞省負責管轄，面積15.26平方公里，海拔高度40米，2006年人口10,855。

## 外部連結
- Graduation towers in Ciechocinek - puzzle （页面存档备份，存于）
- Photo gallery - Ciechocinek （页面存档备份，存于）
- Elektronic Press Pomorska.pl （页面存档备份，存于）

52°52′0″N 18°48′0″E / 52.86667°N 18.80000°E